# Licania cariae
Licania cariae là một loài thực vật có hoa trong họ Cám. Loài này được Cardozo mô tả khoa học đầu tiên năm 1992.